# WirelessHD
WirelessHD(와이어리스HD)는 소비자 전자 제품의 무선 고선명 신호 전송을 위한 차세대 무선 디지털 네트워크 인터페이스에 대한 규격이다.
이 규격은 2008년 1월에 완성되었다.

## 지원
- 브로드컴
- 델
- 인텔
- LG전자
- 파나소닉
- 필립스
- 닛폰 전기
- 삼성전자
- SiBEAM
- 소니
- 도시바

## 경쟁 기술
- WiGig
- WHDI
- 무선 USB

## 같이 보기
- 극고주파
- IEEE 802.15
- 와이파이 다이렉트
- 크롬캐스트
- 에어플레이 (애플)
- 모바일 고선명 링크